# Équipe d'Argentine masculine de volley-ball
Cet article traite de l'équipe masculine. Pour l'équipe féminine, voir Équipe d'Argentine féminine de volley-ball.
L'équipe d'Argentine de volley-ball est composée des meilleurs joueurs argentins sélectionnés par la Fédération argentine de volley-ball (Federación de Voleibol Argentino, FeVA). Elle est  classée au 6e rang de la FIVB depuis le 6 octobre 2023.

## Palmarès et parcours

### Palmarès
- Jeux Olympiques
  - Troisième : 1988, 2021
  - Quatrième : 2000
- Championnats du monde
  - Troisième : 1982
- Ligue mondiale
  - Quatrième : 2011
- Championnat d'Amérique du Sud (2)
  - Vainqueur : 1964, 2023
  - Finaliste : 1962, 1973, 1981, 1983, 1987, 1989, 1991, 1993, 1995, 1999, 2001, 2005, 2007, 2009, 2011, 2013, 2015, 2019, 2021
  - Troisième : 1961, 1971, 1975, 1977, 1985, 1997, 2003, 2017
  - Quatrième : 1951, 1958
- Jeux panaméricains (3)
  - Vainqueur : 1995, 2015, 2019
  - Troisième : 1963, 1983, 1991, 2011
  - Quatrième : 1999
- Coupe panaméricaine (2)
  - Vainqueur : 2017, 2018
  - Finaliste : 2012, 2015, 2016, 2019
  - Troisième : 2013, 2014

### Parcours

#### Jeux Olympiques
| - 1964 : non qualifié - 1968 : non qualifié - 1972 : non qualifié - 1976 : non qualifié - 1980 : non qualifié - 1984 : 6e - 1988 : 3e - 1992 : non qualifié - 1996 : 8e - 2000 : 4e | - 2004 : 5e - 2008 : non qualifié - 2012 : 5e - 2016 : 5e - 2021 : 3e |

#### Championnats du monde
| - 1949 : non qualifié - 1952 : non qualifié - 1956 : non qualifié - 1960 : 11e - 1962 : non qualifié - 1966 : non qualifié - 1970 : non qualifié - 1974 : non qualifié - 1978 : 22e - 1982 : 3e | - 1986 : 7e - 1990 : 6e - 1994 : 13e - 1998 : 11e - 2002 : 6e - 2006 : 13e - 2010 : 9e - 2014 : 11e - 2018 : 13e - 2022 : 8e |

#### Ligue mondiale
| - 1990 : non participant - 1991 : non participant - 1992 : non participant - 1993 : non participant - 1994 : non participant - 1995 : non participant - 1996 : 7e - 1997 : 8e - 1998 : 9e - 1999 : 6e | - 2000 : 8e - 2001 : 13e - 2002 : 9e - 2003 : non participant - 2004 : non participant - 2005 : 10e - 2006 : 7e - 2007 : 13e - 2008 : non participant - 2009 : 5e | - 2010 : 5e - 2011 : 4e - 2012 : 10e - 2013 : 6e - 2014 : 13e - 2015 : 11e - 2016 : 10e - 2017 : 10e |

#### Ligue des nations
| - 2018 : 14e - 2019 : 7e - 2021 : 9e - 2022 : 9e - 2023 : 5e |

#### Coupe du monde
| - 1965 : non participant - 1969 : non participant - 1977 : non participant - 1981 : non participant - 1985 : 5e - 1989 : non participant - 1991 : non participant - 1995 : 7e - 1999 : 9e - 2003 : non participant | - 2007 : 7e - 2011 : 7e - 2015 : 5e - 2019 : 5e |

#### World Grand Champions Cup
| - 1993 : non participant - 1997 : non participant - 2001 : 6e - 2005 : non participant - 2009 : non participant - 2013 : non participant - 2017 : non participant |

#### Jeux Panaméricains
| - 1955 : Non qualifié - 1959 : Non qualifié - 1963 : 3e - 1967 : 7e - 1971 : Non qualifié - 1975 : Non qualifié - 1979 : Non qualifié - 1983 : 3e - 1987 : 4e - 1991 : 3e | - 1995 : Vainqueur - 1999 : 4e - 2003 : Non qualifié - 2007 : 6e - 2011 : 3e - 2015 : Vainqueur - 2019 : Vainqueur |

#### Coupe Pan-Américaines
| - 2006 : non participant - 2007 : non participant - 2008 : non participant - 2009 : non participant - 2010 : Finaliste - 2011 : 7e - 2012 : Finaliste - 2013 : 3e - 2014 : 3e - 2015 : Finaliste | - 2016 : Finaliste - 2017 : Vainqueur - 2018 : Vainqueur - 2019 : Finaliste - 2021 : non participant - 2022 : non participant - 2023 : non participant |

#### Championnat d'Amérique du Sud
| - 1951 : 4e - 1956 : non participant - 1958 : 4e - 1961 : 3e - 1962 : Finaliste - 1964 : Vainqueur - 1967 : non participant - 1969 : 5e - 1971 : 3e - 1973 : Finaliste | - 1975 : 3e - 1977 : 3e - 1979 : 5e - 1981 : Finaliste - 1983 : Finaliste - 1985 : 3e - 1987 : Finaliste - 1989 : Finaliste - 1991 : Finaliste - 1993 : Finaliste | - 1995 : Finaliste - 1997 : 3e - 1999 : Finaliste - 2001 : Finaliste - 2003 : 3e - 2005 : Finaliste - 2007 : Finaliste - 2009 : Finaliste - 2011 : Finaliste - 2013 : Finaliste | - 2015 : Finaliste - 2017 : 3e - 2019 : Finaliste - 2021 : Finaliste - 2023 : Vainqueur |

#### Copa America
| - 1998 : Finaliste - 1999 : 3e - 2000 : 4e - 2001 : 3e - 2005 : 4e - 2007 : 4e - 2008 : 4e |

## Joueurs et personnalités de la sélection

### Sélectionneurs
- 2008-2009 :  Juan Manuel Cichello
- 2014-2018  Julio Velasco
- 2019- :  Marcelo Méndez

### Sélection actuelle
Effectif retenu pour la Ligue des nations 2024.
| No                                  | Nom                                 | Date de naissance                   | Taille | Poids | Poste                        | Club                         |
| ----------------------------------- | ----------------------------------- | ----------------------------------- | ------ | ----- | ---------------------------- | ---------------------------- |
| 1                                   | Matías Sánchez                      | 20 septembre 1996                   | 173    | 64    | Passeur                      | Ślepsk Suwałki               |
| 3                                   | Jan Martínez Franchi                | 28 janvier 1998                     | 190    | 85    | Réceptionneur-attaquant      | Trefl Gdańsk                 |
| 4                                   | Joaquín Gallego                     | 21 novembre 1996                    | 204    | 102   | Libero                       | Ślepsk Suwałki               |
| 7                                   | Facundo Conte                       | 25 août 1989                        | 197    | 85    | Réceptionneur-attaquant      | Ciudad de Buenos Aires       |
| 8                                   | Agustín Loser                       | 12 octobre 1997                     | 198    | 88    | Central                      | Powervolley Milan            |
| 9                                   | Santiago Danani                     | 12 décembre 1995                    | 176    | 76    | Libero                       | Fakel Novy Ourengoï          |
| 12                                  | Bruno Lima                          | 4 février 1996                      | 198    | 87    | Attaquant                    | Brasil VC                    |
| 13                                  | Ezequiel Palacios                   | 2 octobre 1992                      | 198    | 92    | Réceptionneur-attaquant      | Montpellier HSC              |
| 15                                  | Luciano De Cecco                    | 2 juin 1988                         | 194    | 89    | Passeur                      | AS Volley Lube               |
| 16                                  | Pablo Kukartsev                     | 25 mars 1993                        | 203    | 105   | Attaquant                    | Tourcoing LMVB               |
| 17                                  | Luciano Vicentín                    | 4 avril 2000                        | 1999   | 98    | Réceptionneur-attaquant      | Ziraat Bankası Ankara        |
| 18                                  | Martin Ramos                        | 26 août 1991                        | 197    | 95    | Central                      | Guaguas Las Palmas           |
| 21                                  | Luciano Palonsky                    | 8 juillet 1999                      | 198    | 83    | Réceptionneur-attaquant      | Barkom-Kazhany Lviv          |
| 22                                  | Nicolás Zerba                       | 13 juin 1999                        | 204    | 95    | Central                      | Stal Nysa                    |
|                                     |                                     |                                     |        |       |                              |                              |
| Encadrement technique               | Encadrement technique               |                                     |        |       | Légende                      | Légende                      |
| Entraîneur : Marcelo Rodolfo Mendez | Entraîneur : Marcelo Rodolfo Mendez | Entraîneur : Marcelo Rodolfo Mendez |        |       | : Capitaine                  | : Capitaine                  |
| Entraîneur(s) adjoint(s) :          | Entraîneur(s) adjoint(s) :          | Entraîneur(s) adjoint(s) :          |        |       | : Joueur blessé actuellement | : Joueur blessé actuellement |

### Joueurs majeurs
- Hugo Conte
- Marcos Milinkovic
- Javier Weber
- Waldo Kantor
- Jon Uriarte
- Raul Quiroga
- Daniel Castellani